# Гражданска война във Византия (1321 – 1328)
Вижте пояснителната страница за други значения на Гражданска война във Византия.
Гражданската война във Византия от 1321-1328 година е серия от конфликти, водени през 20-те години на XIV век между император Андроник II Палеолог и неговия внук Андроник III Палеолог за контрол над Византийската империя.

## Предпоставки
Според Острогорски причина за войната е случка, развила се като семейна трагедия за Палеолозите. Двамата внуци на император Андроник II се скарват след любовна афера и в сблъсъка им Михаил Палеолог загива. Баща им, престолонаследникът и съимператор Михаил IX също не преживява инцидента, а провинилият се Андроник Палеолог е обезнаследен от дядо си. Младият Андроник открито се противопоставя на това решение, което води до три сблъсъка с дядо му, наречени Първа гражданска война на Палеолозите.

## Хронология
- Възкресение Христово, 1321 - Младият Андроник бяга от столицата в Адрианопол, където обявява бунт срещу дядо си. Подкрепен е от войска, набрана от Йоан Кантакузин и Сиргиан Палеолог в европейските предели на империята, където Стария Андроник не е много популярен.
- 6 юни 1321 - Първо примирие. Императорът се съгласява да приеме внука си за съимператор, като му оставя управлението на същите тези европейски земи - Македония и Тесалия. За себе си Андроник II запазва Константинопол и международната политика на Византия.
- декември 1321 – Сиргиан Палеолог е неудовлетворен от примирието и след като научава, че Младия Андроник е съблазнил жена му ги изоставя. В Константинопол той подклажда отново конфликт, избухнал отново през следващата пролет.
- юли 1322 – Второ примирие. След като Андроник Млади отнема няколко града в близост до столицата императорът е принуден да поднови условията на старото примирие и да приеме внука си като Андроник III. Сиргиан е затворен доживот, след като се разкрива негов заговор за убийство на стария император и узурпиране на цялата власт.
- 2 февруари 1325 – Андроник III е официално коронован като съимператор. Стопанска криза поради недостиг на заетата в армиите работна ръка.
- февруари 1327 – Слабостта на империята прави впечатлениое на съседите ѝ от Сръбското кралство и Българското царство. След Черноменския договор Стефан Дечански и Михаил III Шишман Асен застават на страната съответно на Андроник II и Андроник III и влизат в сблъсък помежду си за Македония.
- януари 1328 – Андроник III и Йоан Кантакузин влизат в Солун след успешна кампания в Македония.
- май 1328 – Трето примирие. Андроник III и Йоан Кантакузин влизат в Константинопол. Андроник II абдикира и умира като монах две години по-късно. Войната е продължена между сърби и българи.
- 28 юли 1330 - Битка при Велбъжд. Начало на сръбската хегемония на Балканите, приключила с Османското завладявне на полуострова.

## Последствия
Андроник III достига до императорския трон, но следващите години показват, че събитията в империята са отвъд неговите възможности. Дядо му преди него е разпуснал армията и създал условия за социално-културно напрежение, като не е успял да пресече навреме конфликта между мистичния исихазъм и аристотелианското варлаамитство. С бракът си с Анна Савойска Андроник III дава сериозно предимство на проуниатските фракции и италианските търговски републики. Тези исторически явления, наред с невъзможността поради ранната смърт на Андроник III да изясни въпроса с унаследяването стават предпоставка за последващите кръвопролитни войни и неизбежното погиване на империята.